# Halbmarathon-Weltmeisterschaften 2005
Die 14. Halbmarathon-Weltmeisterschaften (offiziell IAAF World Half Marathon Championships) wurden am 1. Oktober 2005 in der kanadischen Stadt Edmonton ausgetragen.
Start und Ziel befanden sich im William Hawrelak Park. Es war eine viereinhalb Runden umfassende Strecke zu absolvieren.
Bei 6 °C und strömendem Regen überspurtete Fabiano Joseph auf der Ziellinie den für Katar startenden gebürtigen Kenianer Mubarak Hassan Shami, der sich schon als Sieger wähnte. Der erst 19 Jahre alte Tansanier hatte in den beiden Jahren zuvor Silber gewonnen. Im Rennen der Frauen ging Constantina Tomescu von Beginn an in Führung, setzte sich bei km 8 vom übrigen Feld ab und erlief sich bis ins Ziel einen Vorsprung von über einer Minute. Es war der erste WM-Titel für die Rumänin, die drei Wochen zuvor Bronze beim Marathon der Weltmeisterschaften in Helsinki gewonnen hatte und 2008 in Peking Olympiasiegerin im Marathon wurde. Im Kampf um die Silbermedaille setzte sich die Niederländerin Lornah Kiplagat erst auf der Ziellinie gegen ihre frühere Landsfrau Susan Chepkemei aus Kenia durch. Die Mannschaftswertung (Addition der Zeiten der jeweils drei schnellsten Läufer einer Nation) sicherte sich bei den Männern Äthiopien vor Eritrea, dessen bester Läufer Zersenay Tadese verletzt fehlte, und bei den Frauen Rumänien.

## Ergebnisse

### Männer

#### Einzelwertung
| Platz | Athlet                | Land | Zeit (h) |
| ----- | --------------------- | ---- | -------- |
| 1     | Fabiano Joseph        | TAN  | 1:01:08  |
| 2     | Mubarak Hassan Shami  | QAT  | 1:01:09  |
| 3     | Yonas Kifle           | ERI  | 1:01:13  |
| 4     | Sileshi Sihine        | ETH  | 1:01:14  |
| 5     | Abebe Dinkesa         | ETH  | 1:01:53  |
| 6     | John Yuda Msuri       | TAN  | 1:02:11  |
| 7     | James Mwangi Macharia | KEN  | 1:02:25  |
| 8     | Kazuo Ietani          | JPN  | 1:02:26  |

Von 90 gemeldeten Athleten gingen 87 an den Start und erreichten 81 das Ziel. Marcel Tschopp ( LIE) belegte den 72. Platz in 1:13:57. Nationale Rekorde wurden von Mubarak Hassan Shami ( Katar, 1:01:09, Platz 2), Bat-Otschiryn Ser-Od ( Mongolei, 1:08:12, Platz 56) und Rupert Green ( Jamaika, 1:12:59, Platz 70) aufgestellt.

#### Teamwertung
| Platz | Land und Athleten                                                      | Zeit (h)                        |
| ----- | ---------------------------------------------------------------------- | ------------------------------- |
| 1     | Äthiopien Sileshi Sihine (4.) Abebe Dinkesa (5.) Lishan Yegezu (13.)   | 3:06:18 1:01:14 1:01:53 1:03:11 |
| 2     | Eritrea Yonas Kifle (3.) Yared Asmerom (9.) Tesfayohannes Mesfin (12.) | 3:07:05 1:01:13 1:02:44 1:03:08 |
| 3     | Japan Kazuo Ietani (8.) Takayuki Matsumiya (11.) Takanobu Ōtsubo (17.) | 3:08:30 1:02:26 1:02:45 1:03:19 |

Insgesamt wurden 15 Teams gewertet.

### Frauen

#### Einzelwertung
| Platz | Athletin            | Land | Zeit (h) |
| ----- | ------------------- | ---- | -------- |
| 1     | Constantina Tomescu | ROU  | 1:09:17  |
| 2     | Lornah Kiplagat     | NED  | 1:10:19  |
| 3     | Susan Chepkemei     | KEN  | 1:10:20  |
| 4     | Galina Bogomolowa   | RUS  | 1:10:34  |
| 5     | Mihaela Botezan     | ROU  | 1:10:36  |
| 6     | Madaí Pérez         | MEX  | 1:10:37  |
| 7     | Lidija Grigorjewa   | RUS  | 1:11:01  |
| 8     | Nuța Olaru          | ROU  | 1:11:07  |

Von 71 gemeldeten Athletinnen gingen 69 an den Start und erreichten 64 das Ziel. Kerstin Mennenga-Metzler ( LIE) belegte den 58. Platz in 1:25:29. Nationale Rekorde wurden von Feri Marince Subnafeu ( Indonesien, 1:23:41, Platz 56), Vivian Tang ( Singapur, 1:26:50, Platz 59), Tamica Thomas ( Jamaika, 1:31:41, Platz 61) und Chao Fong Leng ( Macau, Platz 63) aufgestellt.

#### Teamwertung
| Platz | Land und Athletinnen                                                          | Zeit (h)                        |
| ----- | ----------------------------------------------------------------------------- | ------------------------------- |
| 1     | Rumänien Constantina Tomescu (1.) Mihaela Botezan (5.) Nuța Olaru (8.)        | 3:31:00 1:09:17 1:10:36 1:11:07 |
| 2     | Russland Galina Bogomolowa (4.) Lidija Grigorjewa (7.) Irina Timofejewa (11.) | 3:33:05 1:10:34 1:11:01 1:11:30 |
| 3     | Japan Terumi Asoshina (12.) Hiromi Ōminami (13.) Yōko Yagi (14.)              | 3:35:42 1:11:45 1:11:57 1:12:00 |

Insgesamt wurden neun Teams gewertet.